# Alain Mertes
Alain Mertes (Malmedy, 21 december 1973) is een Belgisch Duitstalig politicus voor Vivant.

## Levensloop
Na zijn middelbare studies aan de Bisschoppelijke School in Sankt Vith ging Mertes in verschillende ondernemingen aan de slag. Sinds 1996 is hij handelsvertegenwoordiger voor ecologische en duurzame bouwmaterialen voor een bouwbedrijf bij een groothandel voor bouwmateriaal in Büllingen.
Mertes ging militeren voor de milieuvereniging Die Raupe en zetelde er in de raad van bestuur. In 2008 werd hij actief voor de Duitstalige systeemkritische ecologisch gezinde  en sociaal-libertaire partij Vivant. 
Sinds de Duitstalige Gemeenschapsverkiezingen van juni 2009 zetelt hij in het Parlement van de Duitstalige Gemeenschap, alwaar hij sindsdien plaatsvervangend fractievoorzitter voor Vivant is, alsook van 2019 tot 2021 als secretaris deel uitmaakte van het Bureau van de assemblee. Daarnaast is hij sinds 2015 vicevoorzitter van de Duitstalige afdeling van Vivant.